# نعم يا رئيس (فلم)
نعم يا رئيس (بالهندية: येस बॉस) (بالإنجليزية: Yes Boss) هو فيلم كوميدي رومانسي هندي باللغة الهندية عام 1997 من إخراج عزيز ميرزا وبطولة أديتيا بانتشولي وشاه روخ خان وجوهي تشاولا في الأدوار الرئيسية. من إنتاج راتان جين، وهو مستوحى من فيلم من أجل الحب أو المال (1993) بطولة مايكل جي فوكس.
تم إصدار فيلم نعم يا رئيس في 18 يوليو 1997 وحقق نجاحًا تجاريًا في شباك التذاكر، حيث بلغ إجمالي إيراداته العالمية 23 كرور روبية هندية (3٫8 مليون دولار أمريكي). تلقى الفيلم مراجعات متباينة إلى إيجابية من النقاد عند إصداره، مع الثناء على روح الدعابة والموسيقى التصويرية وأداء الممثلين، ولكن أيضًا انتقادات لنصه ووتيرته.
في حفل توزيع جوائز فيلم فير الثالث والأربعين، حصل فيلم نعم يا رئيس على 6 ترشيحات، بما في ذلك أفضل ممثل (خان)، وأفضل ممثلة (تشاولا) وأفضل شرير (بانشولي)، وفاز بجائزة أفضل مغني (أبيجيت باتاتشاريا عن فيلم "ماين كوي ايسا جيت جاون")
لقد ألهم فيلم نعم يا رئيس جزئيًا الفيلم المالايالامي جونيور سينيور (2005) وتمت إعادة إنتاجه باللغة التاميلية باسم جورو إن ألو (2009). حقوق الفيلم مملوكة لشركة الإنتاج التابعة لخان، ريد تشيليز انترتينمنت.

## حبكة
طموح، راؤول جوشي يريد أن يكون ثريًا، وهو محظوظ بما يكفي للعثور على وظيفة بأرباح إضافية من رئيسه، سيدهارث، وهو شخص شهواني لديه علاقات خارج نطاق الزواج، والذي نصب فخًا لشيلا الغنية. يكسب راؤول أموالاً إضافية مقابل إبقاء الأمور سرية. لاحقًا، ينجذب سيدهارث بشدة إلى سيما كابور الأنيقة والرائعة، وهي عارضة أزياء طموحة ترغب أيضًا في حياة مليئة بالرفاهية. يطلب سيدهارث من راؤول أن يساعده في الإيقاع بسيما أيضًا. عاجزًا، يفعل راؤول ذلك، ولكن لديه أيضًا نقطة ضعف تجاهها. على أية حال، بفضل جهوده، فإن سيما معجبة بشخصية سيدهارث. تدريجيا، أصبح الاثنان أقرب؛ بدأت سيما تحب سيدهارث. ومع ذلك، فإنها أيضًا تصبح قريبة من راؤول أثناء سعيها للحصول على مساعدته.
بينما تزدهر صداقتهما، تلتقي سيما بوالدة راؤول، سونالي، وهي مريضة قلب حساسة لأي أخبار صادمة في الحياة. يستغل بوشان، ابن عم شيلا، هذه الميزة ويخبر سونالي أن راؤول تزوج سيما، مما أسعدها كثيرًا. لكي لا يصدموها، يتصرف راؤول وسيما كزوجين سعيدين ويقعان في الحب ببطء. يتعرف سيدهارث عليهم، ويعرض على راؤول مكتب أحلامه، مع التلميح غير المعلن إلى أنه كان ذلك في مقابل سيما. أدرك راؤول أنه كان يدعم عاداته الشهوانية من أجل مكتب أحلامه من خلال تقبيله. يقول أنه يريد سيما فقط.
بعد هذه الكارثة، ينتصر الحب الحقيقي عندما تقرر سيما أن تقضي حياتها مع راؤول وسونالي، التي تقبل علاقتهما مرة أخرى بكل إخلاص. يقرر راؤول أن يعيش حياة مترفة له ولسيما على أمواله الخاصة، وليس عن طريق التقرب من أي شخص.

## طاقم التمثيل
- أديتيا بانتشولي بدور سيدهارث تشودري
- شاه روخ خان بدور راهول جوشي
- جوهي تشاولا بدور سيما كابور
- كشميرا شاه بدور شيلا تشودري
- كولبوشان خارباندا بصفته والد زوجة سيدهارث تشودري.
- جولشان جروفر بدور بوشان
- أشوك ساراف بدور جوني
- جوني ليفر بدور مادهاف أدفاني / السيد ماد
- ريما لاغو بدور سونالي جوشي، والدة راهول
- مهافير شاه بدور المحامي شوكلا
- راكيش بيدي بدور الحارس في نزل البنات / بهادور
- أنانت ماهاديفان
- أمريت باتيل
- راهول قنوات في دور ماهيش جوشي
- شاشي كيران
- شيلا شارما
- اجاي وادهافكار
- جوجيندر شيلي

## إنتاج
تم تصوير أغنية "مين كوي ايسا جيت" في برن، سويسرا. 

## موسيقى
تحتوي الموسيقى التصويرية للفيلم على 6 أغاني من تأليف جاتين لاليت الذي قام أيضًا بتأليف الموسيقى التصويرية الخلفية، مع كلمات من تأليف جاويد أختر. تم غناء معظم الأغاني من قبل أبيجيت بهاتاشاريا وفاز بأول جائزة فيلم فير لأفضل مغني ذكر عن أغنية "ماين كوي ايسا جيت جاون". ومن بين الفنانين المساهمين الآخرين كومار سانو وأوديت نارايان وألكا ياجنيك. أغنية "سونيا تو" مستوحاة من أغنية "أحلى ما فيكي" للفنان هشام عباس.
| الرقم | عنوان                    | المغني(ون)                 | طول   |
| ----- | ------------------------ | -------------------------- | ----- |
| 1.    | "تشاند تاري"             | أبهيجيت                    | 04:48 |
| 2.    | "تشودي باجي هاي"         | أوديت نارايان، ألكا ياجنيك | 05:05 |
| 3.    | "إيك دين آب"             | كومار سانو، ألكا ياجنيك    | 04:30 |
| 4.    | "جااتا هاي تو كاهان"     | أبهيجيت                    | 04:41 |
| 5.    | "ماين كوي آيسا جيت غاون" | أبيجيت، ألكا ياجنيك        | 05:11 |
| 6.    | "سونيي تو"               | أبهيجيت                    | 05:12 |

## روابط خارجية
- نعم يا رئيس على موقع IMDb (الإنجليزية)
- نعم يا رئيس على موقع نتفليكس (الإنجليزية)
- نعم يا رئيس على موقع قاعدة بيانات الأفلام العربية
- نعم يا رئيس على موقع ألو سيني (الفرنسية)
- نعم يا رئيس على موقع أول موفي (الإنجليزية)
- نعم يا رئيس على موقع فيلمافينيتي (الإسبانية)
- نعم يا رئيس على موقع قاعدة بيانات الفيلم (الإنجليزية)
- نعم يا رئيس على موقع ليتربوكسد (الإنجليزية)
- نعم يا رئيس على موقع كينوبويسك (الروسية)